# Lac Fontaine (Grandes-Piles)
Pour les articles homonymes, voir Lac Fontaine et Fontaine.
Le lac Fontaine est un plan d'eau situé dans le premier rang, dans la municipalité de Grandes-Piles, en la MRC Mékinac, en Mauricie, au Québec, au Canada. La villégiature s'est développé aux XXe et XXIe siècles dans cet environnement forestier.

## Géographie
Le lac Fontaine (altitude de 287 m) est situé en milieux forestiers et montagneux. L'extrémité nord du lac est à 0,3 km au sud-ouest de la limite de Sainte-Thècle. L'extrémité sud est située à 0,4 km de l'embouchure du lac du Renard (altitude de 302 m), situé au sud-est, lequel est un tributaire du lac Fontaine. À environ 500 m au nord du lac du Renard, il y a les trois lacs Toupies (altitude de : 338 m, 332 m et 313 m), dont les eaux se déversent les uns dans les autres vers l'ouest pour aboutir dans le lac Fontaine.
Le lac Fontaine a 2,2 km de longueur et sa largeur maximale est de 0,5 km. La partie sud du lac est un détroit de 0,8 km de long jusqu'au fond d'une baie qui reçoit la décharge du lac Philippe (altitude de 334 m).
Les eaux du lac Fontaine se déversent par le nord-ouest au fond d'une longue baie, dans une petite décharge de 0,5 km menant au lac Nicolas (altitude de 227 m) que traverse la rivière Mékinac du Nord, laquelle coule dans le canton Lejeune de Sainte-Thècle vers le sud-ouest ; et se continue dans Grandes-Piles pour atteindre l'extrémité nord du lac Roberge (altitude de 176 m).
Le lac Fontaine est fait en longueur, dans le sens nord-sud. La partie nord du lac Fontaine s'apparente à la forme de la tête d'un chien schnauzer regardant vers le sud-est. Les deux baies au nord représenteraient alors les oreilles du chien.
Une route forestière (sens nord-sud) desservant les propriétaires du lac passe du côté ouest du lac. Le chemin Tour de garde feu passe à proximité du lac (côté sud) ; ce chemin mène à l'ancienne tour de garde-feu située au sommet d'une montagne, au sud du lac Archange. Le chemin du Lac-Fontaine part à l'intersection de la route 159, à l'extrémité nord du lac Roberge, et se dirige vers le nord-est jusqu'à croiser le chemin Joseph-St-Amant qui pénètre profondément dans le canton Lejeune de Sainte-Thècle.

## Toponymie
Le toponyme « lac Fontaine » a été inscrit le 5 décembre 1968 à la Banque des noms de lieux de la Commission de toponymie du Québec.